# Авития, Мариана
Мариана Авития  (исп. Mariana Avitia Martínez; 18 сентября 1993, Монтеррей) — мексиканская лучница, призёр Олимпийский игр в Лондоне. Увлекается просмотром кино и посещением вечеринок. Помимо испанского владеет английским языком.
Выпускница Автономного университета штата Нуэво Леон.